# ホ・ガク
ホ・ガク（1985年1月5日 - ）は、韓国仁川広域市出身の歌手。韓国のポール・ポッツという別名がある。

## 履歴
2010～2011年韓国のオーディション番組『スーパースターK』（Mnet）で1位となった。双子の兄ホ・ゴンも歌手である。

## 音楽活動

### フルアルバム
- 2013年 《LITTLE Giant》

### ミニアルバム
- 2010年 《허각 1st Mini Album》
- 2011年 《First Story》
- 2012年 《LACRIMOSO》
- 2013年 《Reminisce》
- 2015年 《사월의 눈 (4月の雪)》
- 2015年 《겨울동화 (冬の童話)》
- 2017年 《戀書 (연서)》

### 単独コンサート
- 2013年11月15日 ~ 11月17日 - 1st Concert <THE VOICE>
- 2014年11月28日 ~ 11月29日 - 2nd Concert <HUH GAK STORY>
- 2015年5月1日 ~ 5月5日 - 3rd Concert

<오월의 동화 (五月の童話)>